# Bloodlust (filme)
Bloodlust é um filme do gênero vampiro produzido na Austrália e lançado em 1992 sob a direção de Jon Hewitt e Richard Wolstencroft. Big Bad Ralph e Kelly Chapman protagonizaram o longa.